# Diplacodes spinulosa
Diplacodes spinulosa is een libellensoort uit de familie van de korenbouten (Libellulidae), onderorde echte libellen (Anisoptera).
De wetenschappelijke naam Diplacodes spinulosa is voor het eerst geldig gepubliceerd in 1915 door Navás.